# 指節套環

，也稱「拳环」、「铁四指」或「手指虎」，是一種套在手指上的攻擊性武器，一般以銅或鉄爲原材料所製成。

## 各地法律

### 台灣
在臺澎金馬，依照中華民國法律現行規定，持有或販售手指虎均屬非法行爲。根據《槍砲彈藥刀械管制條例》詳載，手指虎是為刀械類的一種（第四條），非經中央主管機關許可，不得製造、販賣、運輸、轉讓、出租、出借、持有、寄藏或陳列（第五條）。

### 香港
在香港，根據《香港法例》第217章，如無合法權限或合理辯解，任何人管有鐵蓮花，一經定罪，最高刑罰判監三年。

### 澳門
在澳門，根據特區政府《法令第77/99/M號》核准之《武器及彈藥規章》內規定，鐵蓮花屬違禁武器。

### 新加坡
在星嘉坡，根据新加坡国会于2021年通过及2025年生效的《枪支、爆炸物和武器管制法令》（"Guns, Explosives and Weapons Control Act"），拥有指节铜套等危险物品会被纳入监管，并受到相应的刑罚处置。

### 日本
在日本一般的刀具店，可以合法的購買指節套環。但《輕犯罪法》另有使用規範。

### 德国
在德国，指节铜套被归类为武器。